# Kebek
Kebek o Kebek Khan (in tartaro: Кәбәк хан; ... – 1325-1326) è stato un condottiero mongolo, Khan del Khanato Chagatai dal 1309 al 1310 e nuovamente dal 1318 sino alla morte.

## Biografia
Lontano discendente di Gengis Khan, Kebek era figlio di Duwa, khan del Khanato Chagatai dal 1282 al 1307. Quest'ultimo mandò diverse spedizioni al Sultanato di Delhi, una delle quali fu condotta da un generale chiamato "Kabak" oppure "Kapak" nel 1306, secondo gli scritti del poeta indiano Amir Khusrow. L'identità dell'uomo fu tema di dibattito fra diversi storici: il francese René Grousset ipotizzò che si trattasse di Kebek, mentre l'indiano Kishori Saran Lal screditò tale teoria poiché secondo una cronaca del luogo il generale fu catturato e ucciso in India quello stesso anno.

### Primo regno
La situazione interna del khanato dopo la morte di Duwa nel 1307 iniziò a peggiorare e nel giro di due anni il trono vide l'avvicendarsi di impotenti sovrani, mentre i figli di Kaidu ambivano a riconquistare le terre perdute. Tra il 1308 e il 1309 il khanato fu governato da Taliku, che però non godette dell'approvazione degli alti ranghi dell'impero. I suoi nemici appoggiarono perciò l'ascesa di Kebek e dopo aver sconfitto le forze del sovrano, quest'ultimo fu nominato khan.
I figli di Kaidu, successivamente, iniziarono ad agire per poter tornare a Chagatai. Ancora intento a riorganizzare le proprie truppe dopo aver sconfitto Taliku, Kebek si trovò infatti a dover affrontare Yangichar, Orus, Chapar e Tügme. Il khan si misurò con loro ad Almalik, infliggendo ai fratelli una pesante sconfitta. Dopo la battaglia Chapar decise di arrendersi all'imperatore della Cina Külüg Khan, ponendo definitivamente fine alla minaccia dei fratelli.
Con la sconfitta di tutti i suoi principali nemici, Kebek sancì un kuriltai nel 1310 per decidere le sorti del trono. I più alti principi mongoli riconobbero il fratello Esen Buka come nuovo khan di Chagatai, portando quindi all'abdicazione in Kebek in suo favore.

### Il khanato di Esen Buka
Nel 1314 Esen Buka nominò Kebek a comando di un'armata che invase l'Ilkhanato. Più tardi Kebek, alleatosi con le forze di Kara'unas, attraversò l'Amu Darya e sconfisse un'armata nemica nei pressi del Morghab. I chagataidi avanzarono quindi sino ad Herat prima che Kebek venisse richiamato dal fratello Esen, il quale necessitava di aiuto per respingere un'invasione da est da parte dei mongoli yuan. Ben presto un principe del khanato, di nome Yasa'ur, si ribellò alle forze di Kebek e prestò aiuto agli ilkhan per sconfiggere i suoi vecchi alleati. Come ricompensa ottenne terre in Afghanistan da parte di Oljeitu.

### Secondo regno
Alla morte di Esen Buqa, avvenuta intorno al 1320, Kebek ne prese il posto. Una delle sue prime mosse fu quella di dare la caccia a Yasa'ur, che aveva da poco tentato di ribellarsi all'Ilkhanato senza però successo; le forze di Kebek lo sconfissero e uccisero nel giugno dello stesso anno.
Ebbe almeno due mogli, entrambe principesse della corte di Khaghan. A partire dal 1323 vi spedì tributi annuali. Contrariamente alla politica del fratello, Kebek evitò il conflitto all'interno del khanato e dichiarò la propria resa a Gegeen Khan, imperatore cinese della dinastia Yuan, quando nel 1323 iniziarono a crearsi tensioni nei confini.
Fatta eccezione per questo primo conflitto, il secondo regno di Kebek visse un periodo pressoché tranquillo. Sul finire del suo regno approvò l'adozione di una moneta unica all'interno del khanato e ne incoraggiò l'uso. Mostrò inoltre un forte interesse nello stabilire una capitale in suo onore, decisione considerata raramente dai suoi predecessori: a tale scopo venne scelta la città di Karshi. A Kebek si devono tra l'altro la costruzione e il recupero di numerose città all'interno della Transoxiana.
Kebek morì intorno al 1326 e fu succeduto dal fratello Eljigidey. Dopo la sua morte, l'ulus di Chagatai fu nuovamente scosso da faide interne che portarono alla frammentazione del khanato in poco più di un decennio.